# カジカガエル
カジカガエル（河鹿蛙、金襖子、Buergeria buergeri）は、両生綱無尾目アオガエル科カジカガエル属に分類されるカエル。
清流の歌姫とも呼ばれとても美しい声で鳴く。

## 分布
日本（本州、四国、九州、五島列島）固有種

## 形態
他のアオガエル同様、メスはオスより大きく、体長オス3.5-4.4センチメートル、メス4.9-8.5センチメートル。体形は扁平で、岩の隙間に隠れるのに適している。体色は灰褐色で、岩の上では保護色になる。また、とても可愛い両目の間に丁字状の暗色の模様が入る。体色の濃淡は、環境によりある程度変色させることができる。個体による色彩の変異はあまり顕著ではない。
指趾の先端には吸盤が発達する。
卵は直径0.2センチメートルで暗褐色。幼生（オタマジャクシ）は渓流での生活に適応しており、口器は大型で吸盤状になり、急流で流されないように水中の岩に貼り付くことができる。

## 生態
山地にある渓流、湖、その周辺にある森林などに生息する。
食性は動物食で、昆虫、クモなどを食べる。幼生は藻類を食べる。
繁殖形態は卵生。オスは水辺にある石の上などに縄張りを形成し、繁殖音をあげる。鳴くのは、繁殖期の4月から7月の夕方から明け方までである。和名の「河鹿」はこの鳴き声が雄鹿に似ていることが由来。4-8月に水中にある石の下などに約500個の卵を数回に分けて産む。卵塊は直径5cmほどの球体。卵は約2週間で孵化する。

## 人間との関係
鳴き声から和歌の題材になったり（夏の季語）、また美声で唄う個体を「河鹿」と呼んで讃えることもあった。
ペットとして飼育されることもある。江戸時代には専用の籠（河鹿籠）による飼育がされた。
日本では1936年に山口県玖珂郡美川町（現：岩国市）の錦川中流域が「南桑カジカガエル生息地」、1944年に岡山県真庭郡湯原町（現：真庭市）が「湯原カジカガエル生息地」として生息地が国の天然記念物に指定されている。